# Jeanine Garnier
Jeanne Louise Garnier, coniugata Chartier, detta Jeanine (Mulhouse, 21 dicembre 1912 – Albi, 1º maggio 2005), è stata una cestista, altista e lunghista francese.

## Carriera

### Pallacanestro
Giocatrice dell'ASPTT Strasburgo, con la Francia disputò i Campionati europei del 1938.